# نبرد کوپرس
نبرد کوپرس (به کرواتی: Bitka za Kupres) نبردی در طول جنگ جهانی دوم است که در سال ۱۹۴۲ بین نیروهای دولت مستقل کرواسی با پارتیزان‌های یوگسلاوی رخ داد. پارتیزان‌ها سه حمله در طول شب‌های ۱۱ و ۱۲ اوت، ۱۳ اوت و ۱۴ اوت انجام دادند. اگرچه تعداد نیروهای کروات کمتر بود با این حال آنها در دفاع از شهر کوپرس موفق شدند.